# Djrakus
Djrakus (in armeno Ջրակուս?), anche nota come Chiraguz (in azero Ciraquz) o Jrakus è una comunità rurale del distretto di Xocavənd in Azerbaigian, facente parte fino al 2020 della regione di Hadrowt' nella repubblica di Artsakh, già repubblica del Nagorno Karabakh, situata su un altopiano in una zona collinare, a poco distanza dalla strada che collega Varanda a Togh.
Secondo il censimento del 2005 contava poco più di duecento abitanti.

## Storia
Durante il periodo sovietico, il villaggio faceva parte del distretto di Hadrut dell'Oblast' Autonoma del Nagorno Karabakh. Dopo la Prima guerra del Nagorno Karabakh, il villaggio è stato amministrato come parte della regione di Hadrut della Repubblica separatista di Artsakh. Il villaggio è passato sotto il controllo dell'Azerbaigian il 15 ottobre 2020, durante la guerra del Nagorno Karabakh del 2020.

## Monumenti e luoghi d'interesse
Siti del patrimonio storico presenti nel villaggio e nei suoi dintorni includono una khachkar del XII-XIII secolo e un monumento alla sorgente, un cimitero risalente al periodo compreso tra il XVI e il XIX secolo, la chiesa di Santo Stefano (in armeno Սուրբ Ստեփանոս եկեղեցի, Surb Stepanos Yekeghetsi) costruita nel 1698 e il monastero di Kavakavank (armeno: Կավաքավանք) costruito nel 1742.